# Zagato
La Zagato è un'azienda italiana che realizza carrozzerie per automobili e bici.

## Storia
Venne fondata a Milano da Ugo Zagato, nel 1919, con l'intento di trasferire nel settore automobilistico le nozioni di tecnologia aeronautica apprese durante il periodo bellico, quando aveva lavorato per la Fabbrica Aeroplani Ing. O. Pomilio.
La prima realizzazione fu una carrozzeria che richiamava la forma di una carlinga d'aereo, applicata all'autotelaio con longheroni in legno di una Fiat 501.

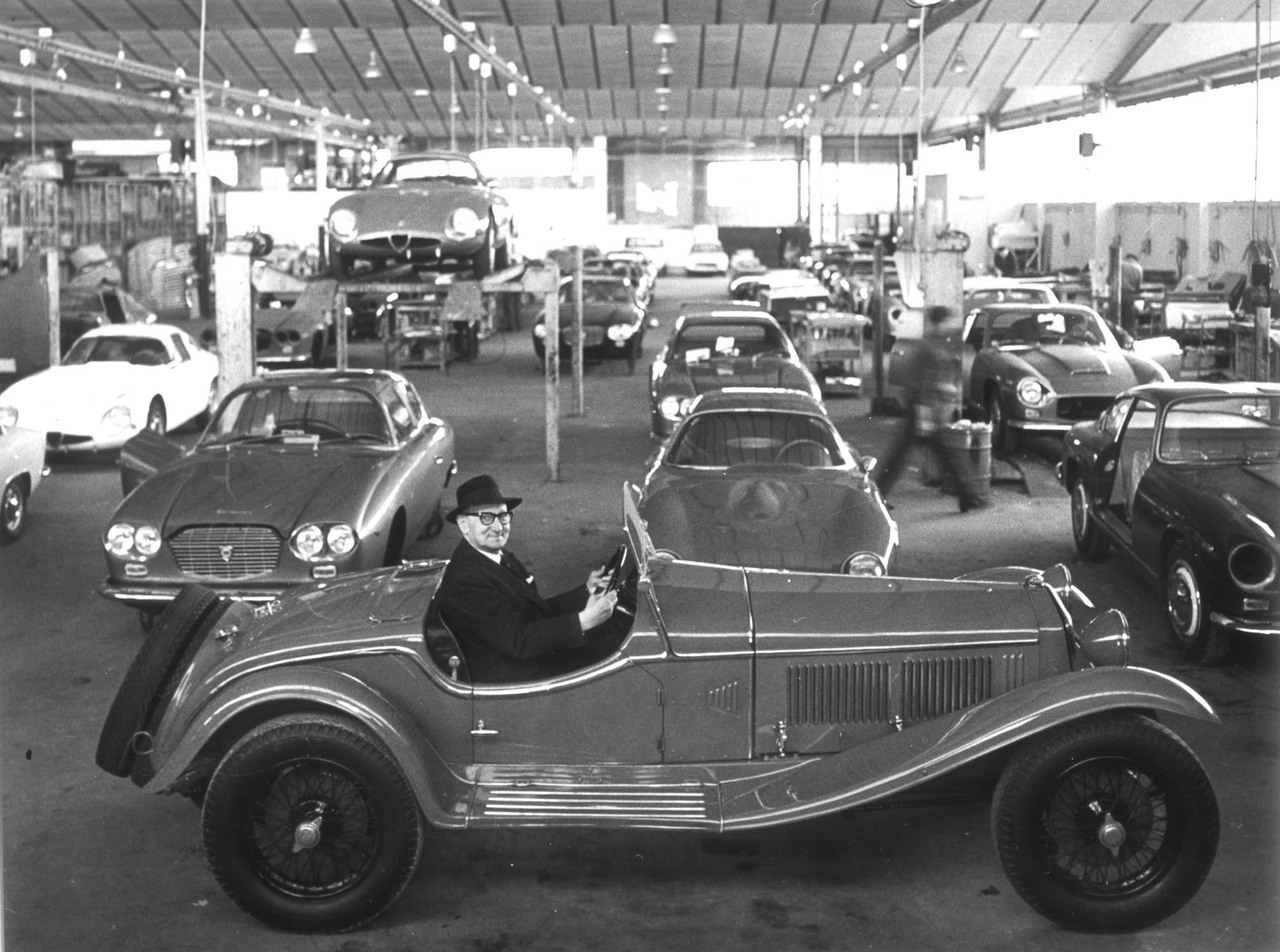
Ugo Zagato posa su un'Alfa Romeo 6C 1750 GS da lui stesso carrozzata anni prima nei capannoni dell'azienda negli anni '60

Le carrozzerie Zagato si distinsero subito per il design avanzato, la leggerezza e l'eccellente aerodinamica. La grande intuizione di Ugo Zagato, già nella prima metà degli anni venti, fu di abbandonare l'uso di strutture in legno, sostituendole con sagomate ed essenziali armature in acciaio, sormontate da leggere carrozzerie in alluminio.
Dai suoi studi uscirono versioni speciali di modelli di serie di varie case automobilistiche, sia italiane come Lancia, Maserati ed Alfa Romeo ma anche estere come la Aston Martin.
La notorietà arrivò con le Alfa Romeo carrozzate negli anni trenta, come la 6C 1500 Compressore del 1929, la 6C 1750 Gran Sport (1932) e la 8C 2300.
Dopo la seconda guerra mondiale l'attività riprese con la cosiddetta serie "Panoramica" (1946), progettata da Vieri Rapi sulla base di un progetto per la Isotta Fraschini Monterosa. Le Panoramica (costruite su meccanica Fiat 500 e 1100, ma anche su base Ferrari 166 e Maserati A6 1500) erano berlinette a due posti caratterizzate dall'ampia vetrata (con vetri supplementari sopra il parabrezza).
L'attività Zagato ebbe un vero boom negli anni cinquanta e sessanta, specialmente nel campo delle Gran Turismo: Maserati, Lancia, Aston Martin, Abarth, senza tralasciare il "vecchio amore" Alfa Romeo, vennero vestite con linee filanti e aerodinamiche (caratteristica delle auto della carrozzeria milanese era il tetto a "doppia bolla").

Dagli anni '70 la Zagato, sotto la guida di Elio Zagato, figlio del fondatore Ugo, con il ridursi delle commesse da parte delle grandi Case automobilistiche, iniziò a interessarsi anche al design industriale.

I fratelli Gianni ed Elio Zagato nel 1960 con una Lancia Appia Zagato

In tempi più recenti l'azienda è passata sotto la direzione di Andrea Zagato (nipote del fondatore) e ha la sua nuova sede a Rho, nell'hinterland milanese: il suo stabilimento occupa un'area di 23.000 metri quadrati, di cui 11.000 coperti.

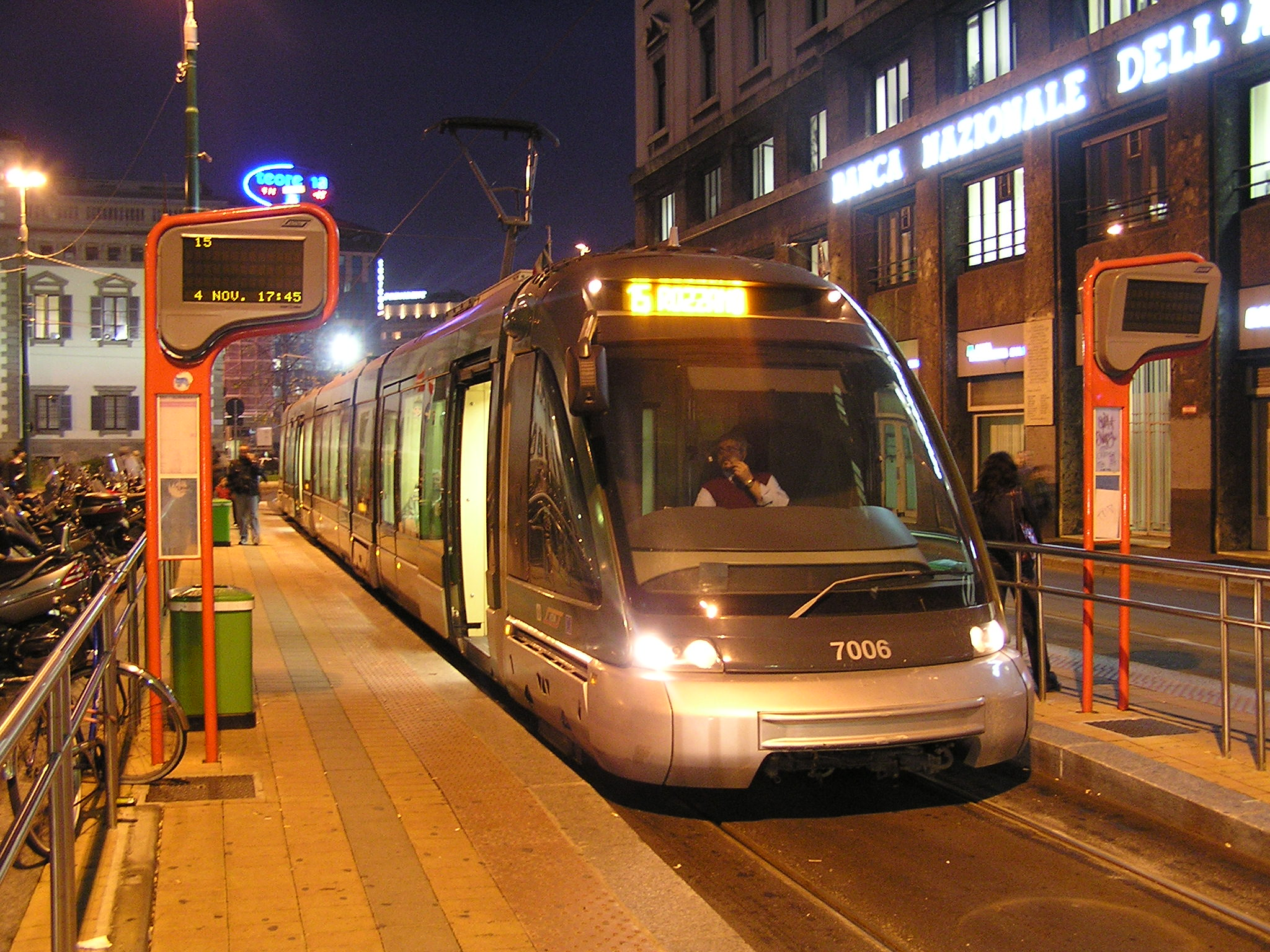
Tram serie 7000 dell'ATM di Milano, premio Compasso d'oro 2001.

Il 25 settembre 2008, l'azienda ha rilasciato un comunicato affermante un'alleanza con l'azienda indiana Autoline Industries (azienda fornitrice di alcune parti di veicoli alla Tata Motors). In verità sembrava trattarsi di una trattativa di acquisizione da parte dell'azienda indiana del 49% dell'azienda milanese. L'accordo era stato firmato con l'intesa di dar corpo al marchio italiano, mettendo a disposizione da parte della Autoline i propri 10 stabilimenti di produzione e ricerca in territorio indiano e statunitense e un supporto di circa 300 progettisti.
Tra le operazioni più recenti della Zagato vi è il disegno per ATM Milano (Premio Compasso d'oro 2001) dell'Eurotram su base Bombardier Flexity Outlook. Si è anche presentata al salone dell'auto di Ginevra nel 2007 con il concept Diatto Ottovù. Nel 2010 festeggia il centenario Alfa Romeo (e i 90 anni di collaborazione con essa) presentando l'Alfa Romeo TZ3 Corsa che vince il premio design concept award al Concorso d'eleganza Villa d'Este; un anno dopo inizia la produzione in piccola serie della TZ 3 Stradale. Nel 2012 collabora con BMW per la realizzazione della concept BMW Zagato Coupé, realizzata su base Z4 e presentata a Villa d'Este. Nel 2015 viene presentata al Salone dell'Automobile di Francoforte la Thunder Power Sedan, una vettura elettrica realizzata dalla taiwanese Thunder che stringe un accordo con la Zagato per lo sviluppo del design sia degli esterni che degli interni, la collaborazione tra le due aziende prevede anche un futuro crossover SUV elettrico.
Dal 2015 la Zagato alterna le collaborazioni con altri costruttori (vedi l'Aston Martin Vanquish Zagato) a realizzazioni "interne" di esemplari unici e produzioni in piccole serie, tutte assemblate a Rho. 
La produzione interna, in piccola serie, di questi anni vede gli sforzi concentrarsi su due modelli molto diversi fra loro: il primo è la Maserati Mostro, una vettura estrema realizzata interamente in tubolare con carrozzeria in fibra di carbonio, prodotta sia in versione coupé che barchetta; il secondo è la IsoRivolta GTZ, una coupé a motore anteriore con telaio monoscocca e carrozzeria in fibra di carbonio, concepita come un tributo al marchio Iso Rivolta. 
Per quanto riguarda invece gli esemplari unici, degna di nota è l'Alfa Romeo Giulia SWB Zagato del 2023, che festeggia i 100 anni di collaborazioni con la Alfa Romeo e viene identificata dalla Zagato stessa come erede spirituale della Alfa Romeo SZ.

## Le vetture
Alcune delle auto costruite dalla carrozzeria milanese:

### Anni '30
- 1929: Alfa Romeo 6C 1500
- 1932: Alfa Romeo 6C 1750
- 1932: Alfa Romeo 8C 2300
- 1937: Alfa Romeo 8C 2900

### Anni '40-'50
- 1949: Maserati A6 1500 Panoramica
- 1950: Fiat 500 C Zagato Panoramica
- 1951: Fiat 1400 Zagato Panoramica
- 1953: Fiat 1100-103
- 1953: Fiat 8V prima versione
- 1954: Alfa Romeo 1900C Super Sprint
- 1954: Fiat 1100-103
- 1954: Jaguar XK 120 Zagato
- 1954: Moretti 750
- 1955: Bandini GT 750
- 1955: Lancia Aurelia B20 Zagato
- 1955: Maserati A6 G/54 2000 mod 1955
- 1956: Abarth 750 Coupé
- 1956: Fiat 8V ultima versione
- 1956: Lancia Appia "cammello"
- 1956: Maserati A6 G/54 2000 mod 1956
- 1957: AC Ace Bristol Zagato
- 1957: Alfa Romeo Giulietta SVZ
- 1957: Fiat Siata 1250
- 1957: Lancia Appia GT/GTS
- 1957: Maserati 450s Costin Zagato
- 1958: Lancia Appia GTE mod 1958/59
- 1958: Lancia Flaminia Sport

### Anni '60
- 1960: Alfa Romeo Giulietta SZ
- 1960: Aston Martin DB4 GT
- 1960: Bristol 406
- 1960: Lancia Appia GTE mod 1960/61
- 1960: Osca 1600 GT
- 1961: Lancia Appia Sport (1961)
- 1962: Lancia Flavia Sport
- 1963: Alfa Romeo Giulia TZ
- 1964: Fiat 850 Zagato Coupé Z
- 1965: Alfa Romeo Gran Sport Quattroruote
- 1965: Alfa Romeo 2600 Sprint Zagato
- 1965: Lamborghini 3500 GTZ Zagato
- 1966: Lancia Fulvia Sport
- 1967: Fiat 125 GTZ
- 1968: Fiat 500 Zagato Zanzara
- 1969: Alfa Romeo GT Junior Zagato 1300

### Anni '70-'80
- 1971: Zagato Milanina
- 1972: Zagato Zele
- 1973: Fiat 132 Zagato Coupé

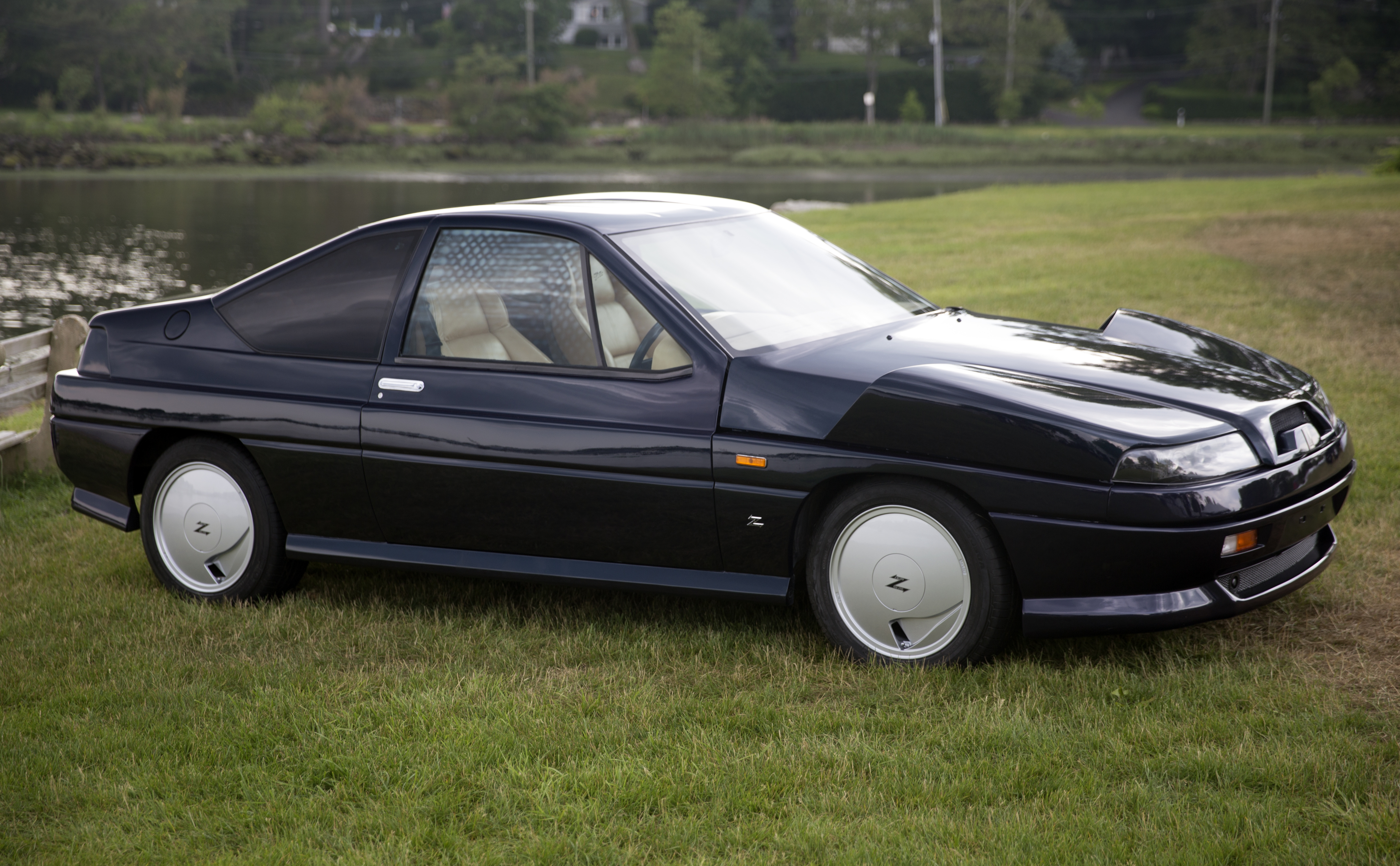
Autech Zagato Stelvio AZ-1

- 1973: Alfa Romeo GT Junior Zagato 1600
- 1974: Lancia Beta Spider
- 1985: Maserati Biturbo Spider
- 1988: Aston Martin Vantage
- 1989: Alfa Romeo SZ
- 1989: Autech Zagato Stelvio AZ-1

### Anni '90
- 1992: Alfa Romeo RZ
- 1992: Lancia Hyena
- 1993: Ferrari F.Z.93
- 1993: Alfa Romeo 155 GTAZ e TI.Z
- 1996: Lamborghini Raptor Zagato
- 1997: Lamborghini L147 Zagato

### Anni '00
- 2002: Aston Martin DB7 Zagato
- 2003: Aston Martin AR1
- 2004: Aston Martin Vanquish Roadster
- 2005: Lancia Ypsilon Sport Zagato
- 2006: Ferrari Zagato 575 GTZ
- 2007: Ferrari Zagato 550 GTZ
- 2007: Maserati GS Zagato
- 2007: Spyker C12 Zagato
- 2007: Diatto Ottovù
- 2008: Bentley GTZ
- 2009: Zagato Perana Z-One

### Anni '10
- 2010: Alfa Romeo TZ3 Corsa
- 2011: Fiat 500 Coupé Zagato
- 2011: Alfa Romeo TZ3 Stradale
- 2011: Aston Martin V12 Zagato
- 2012: AC 378 GT Zagato
- 2012: BMW Zagato Coupé
- 2012: BMW Zagato Roadster
- 2013: Porsche Carrera GTZ
- 2013: Aston Martin DBS Coupe Zagato Centennial
- 2013: Aston Martin DB9 Volante Zagato Centennial
- 2014: Aston Martin Virage Shooting Brake Zagato Centennial
- 2014: Lamborghini 5-95 Zagato
- 2015: Mostro Powered by Maserati
- 2016: Aston Martin Vanquish Zagato
- 2016: MV Agusta F4Z
- 2017: Aston Martin Vanquish Zagato Volante
- 2017: IsoRivolta Vision Granturismo

### Anni '20
- 2020: IsoRivolta GTZ
- 2023: Alfa Romeo Giulia SWB Zagato
- 2024: Zagato AGTZ Twin Tail

## Galleria d'immagini

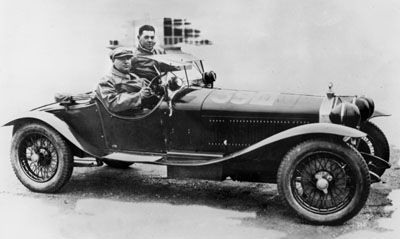
L'Alfa Romeo 6C 1750 SS Spider Zagato del 1929 con cui Giuseppe Campari e Giulio Ramponi vinsero la Mille Miglia 1929
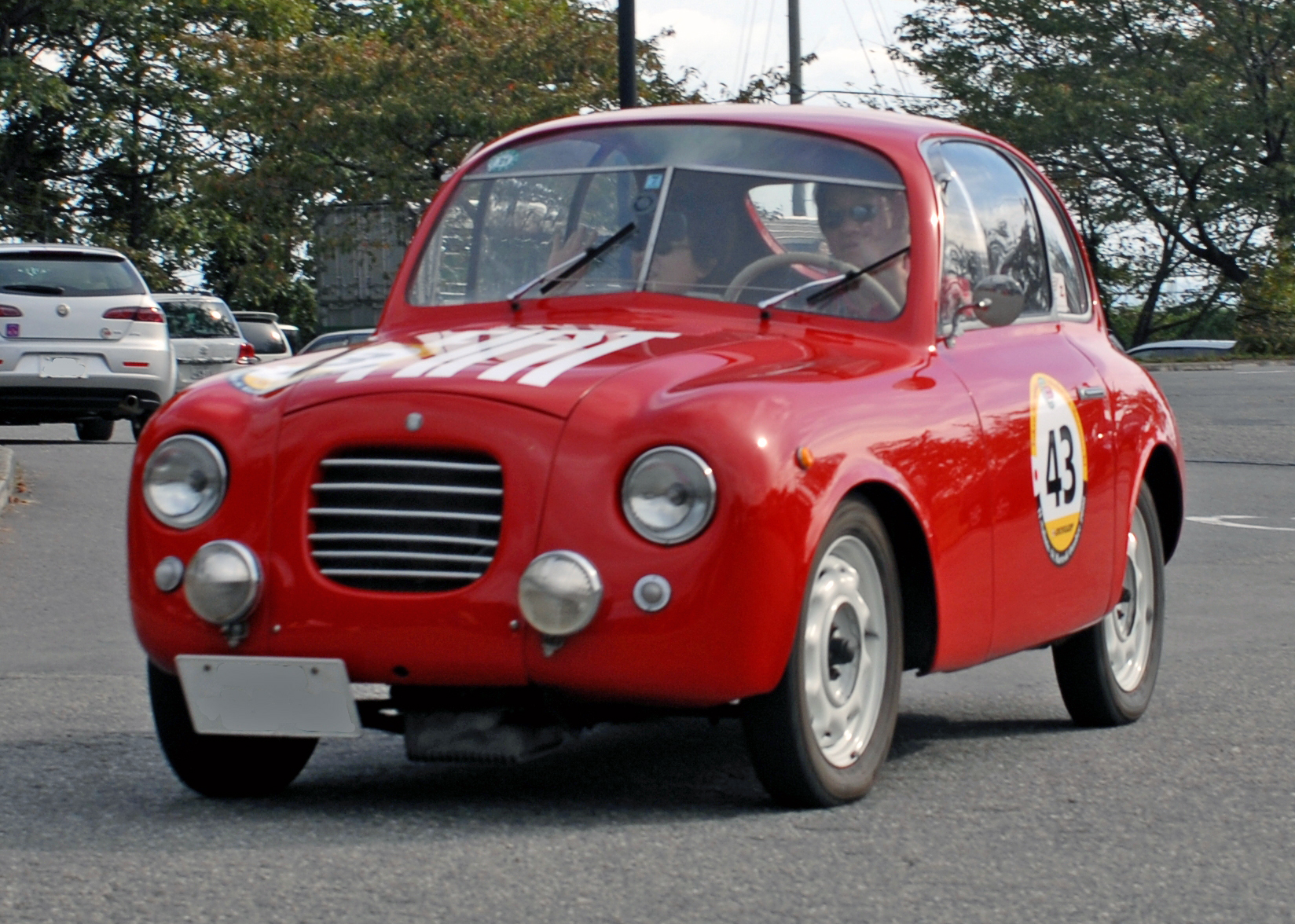
La Fiat 500 Panoramica Zagato
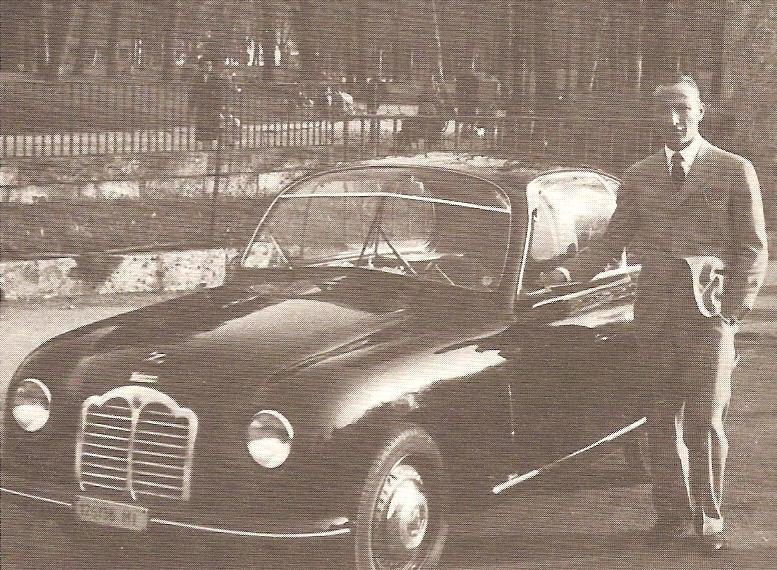
L'esemplare unico carrozzato "Panoramica" da Zagato su meccanica Maserati A6-1500
La prima 1100-103 Zagato (1953)
Una delle prime Fiat 8V Zagato (1953)
Alfa Romeo 1900 SSZ (1954)
Fiat Zagato 1100-103 (1954)
La Fiat Zagato 1100-103 in versione "lusso" del 1954/55
Moretti 750 "bialbero" Zagato 1954
Lancia Aurelia B20 Zagato in corsa (1955)
La Bandini 750 GT coupé Zagato
La Maserati A6G coupé Zagato nella sua prima versione del 1955
La Fiat-Abarth Zagato 750 (1956/57)
Una delle ultime Fiat 8V Zagato
La capostipite di tutte le Appia "Zagato": la cosiddetta "Appia-cammello" (1956)
La Maserati A6G coupé Zagato nella versione 1956
La prima Alfa Romeo Giulietta carrozzata da Zagato (1956/57)
La coupé Zagato su meccanica Fiat 1100-103 TV, disponibile anche con motore elaborato Siata da 1229 cmc (1957)
L'Appia Zagato GTS (1957/58)
La prima Appia GTE del 1958/59
La Flaminia Sport di pre-serie (1958)
La Flaminia Sport prima versione (1958)
L'Alfa Romeo Giulietta SZ
L'Appia GTE versione 1961
L'Appia Sport Zagato a passo corto del 1961
L'Alfa Romeo Gran Sport Quattroruote del 1966
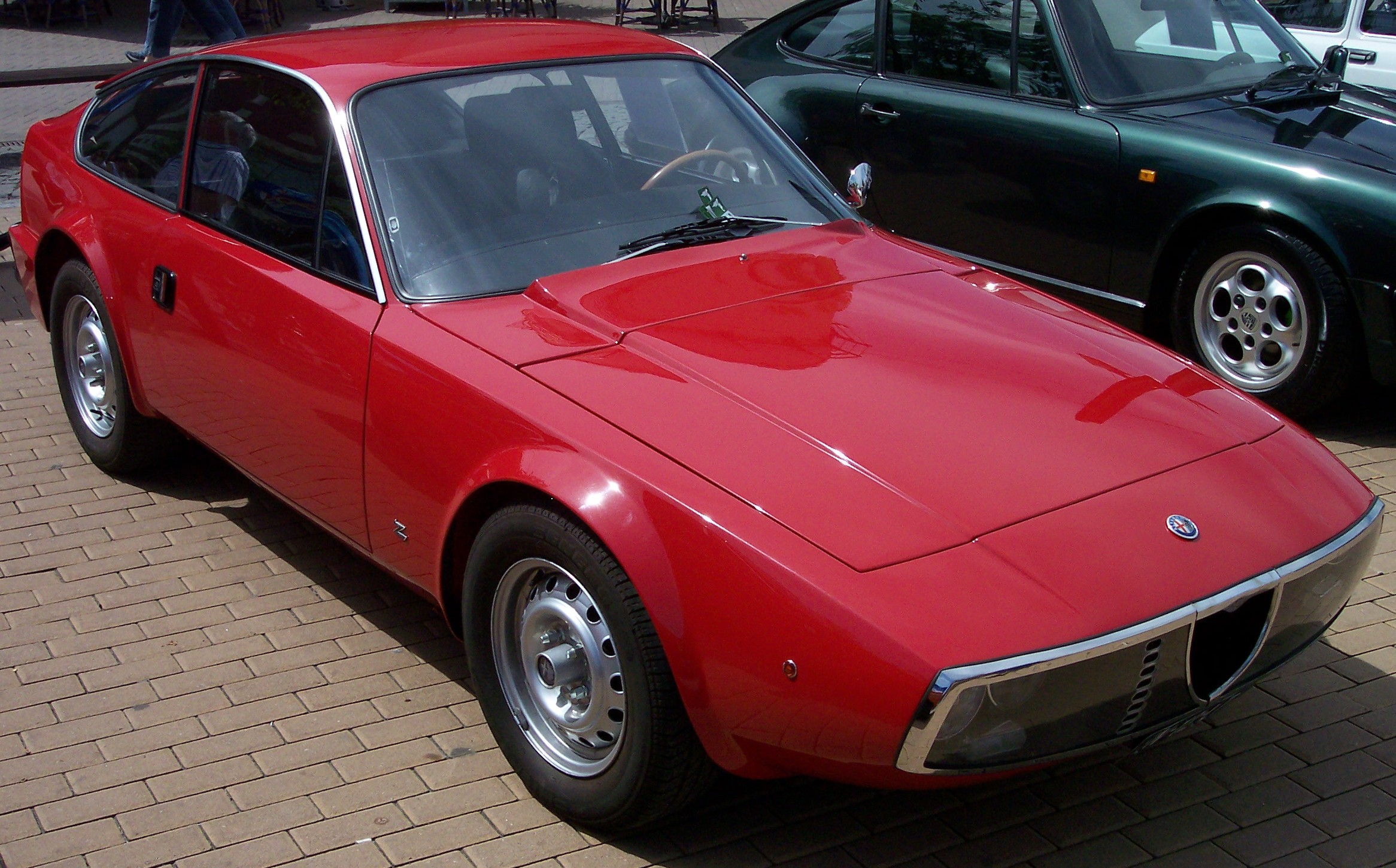
Alfa Romeo Junior Zagato del 1969
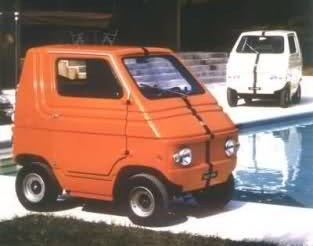
Auto elettrica  Zagato Zele 1000 del 1972
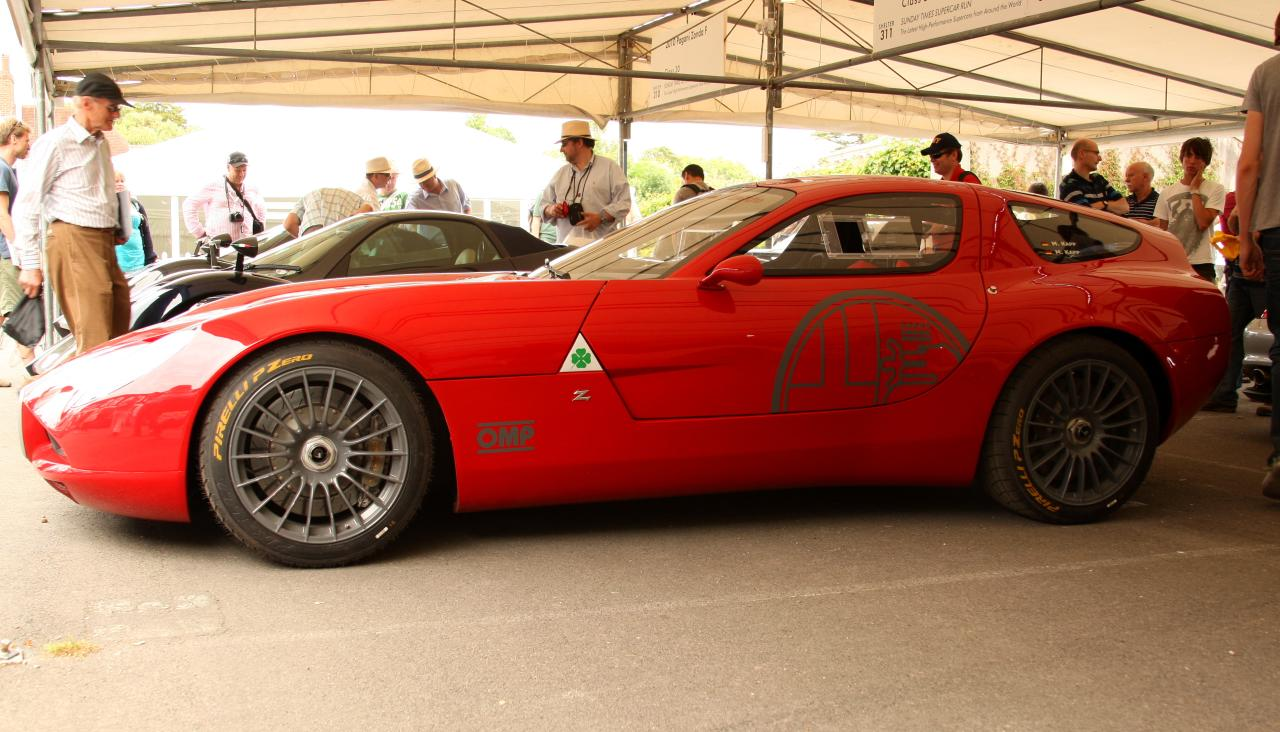
L'Alfa Romeo TZ3 Corsa del 2010
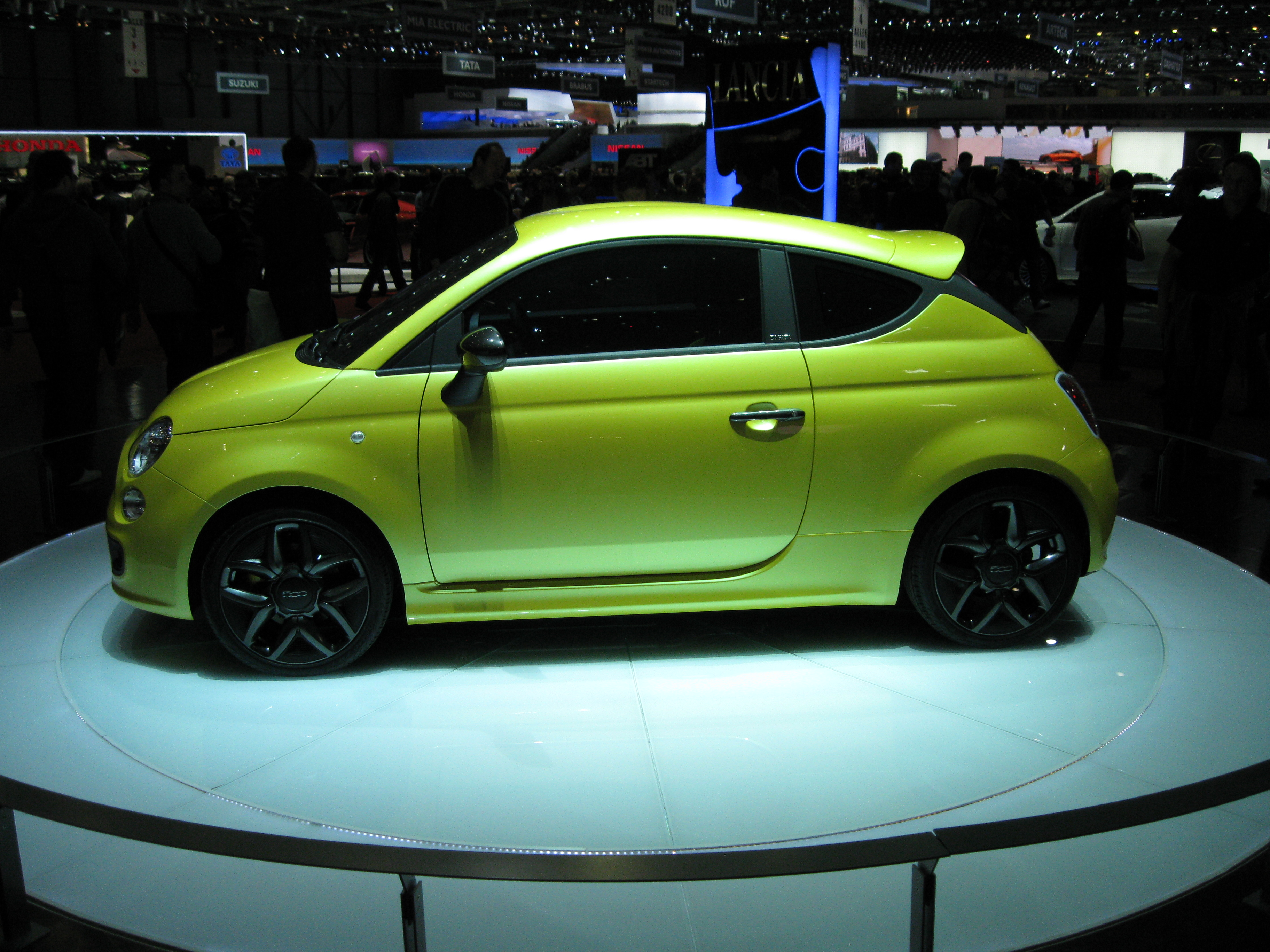
La Fiat 500 Coupé Zagato del 2011
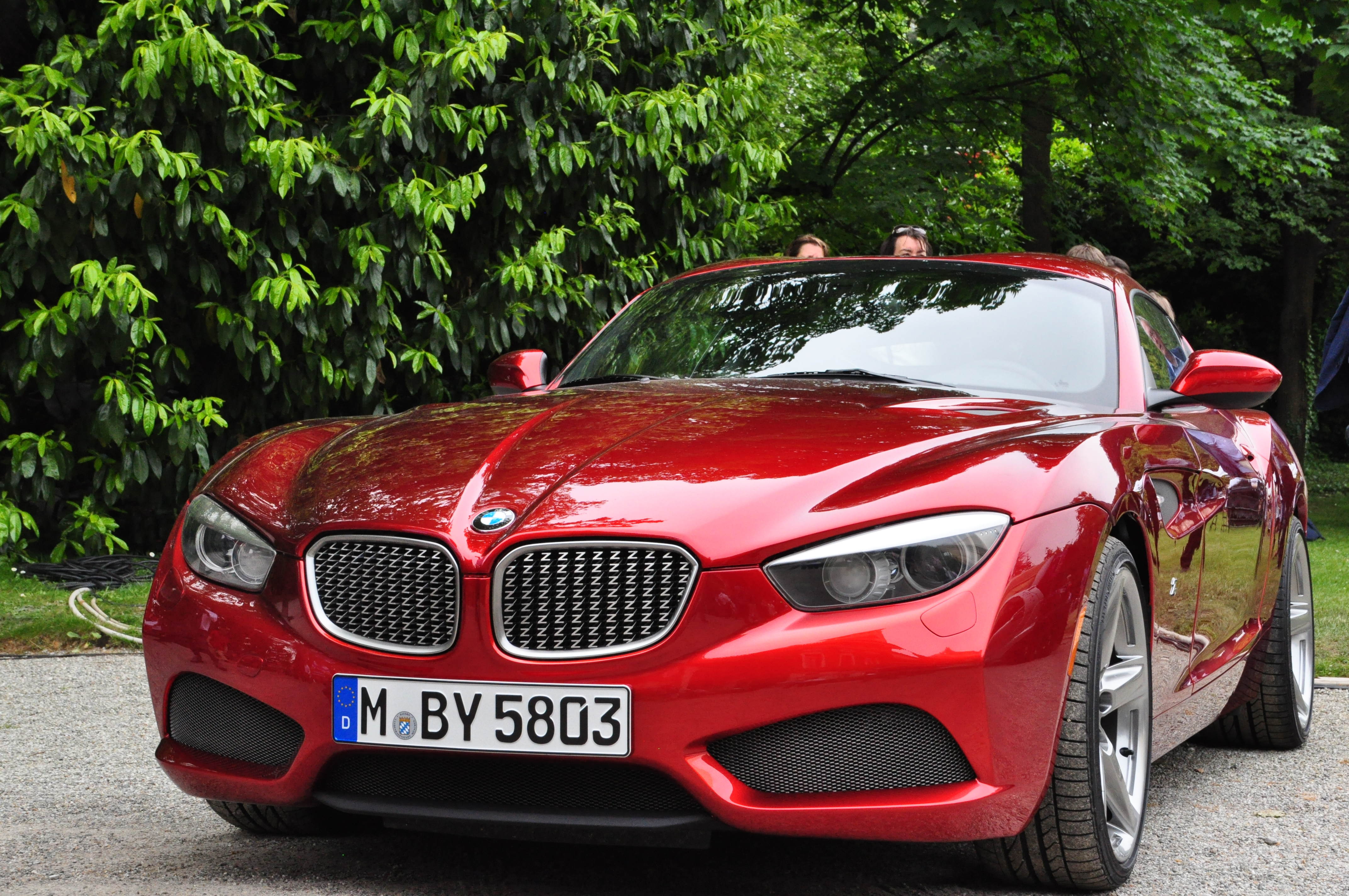
La BMW Zagato Coupé del 2012
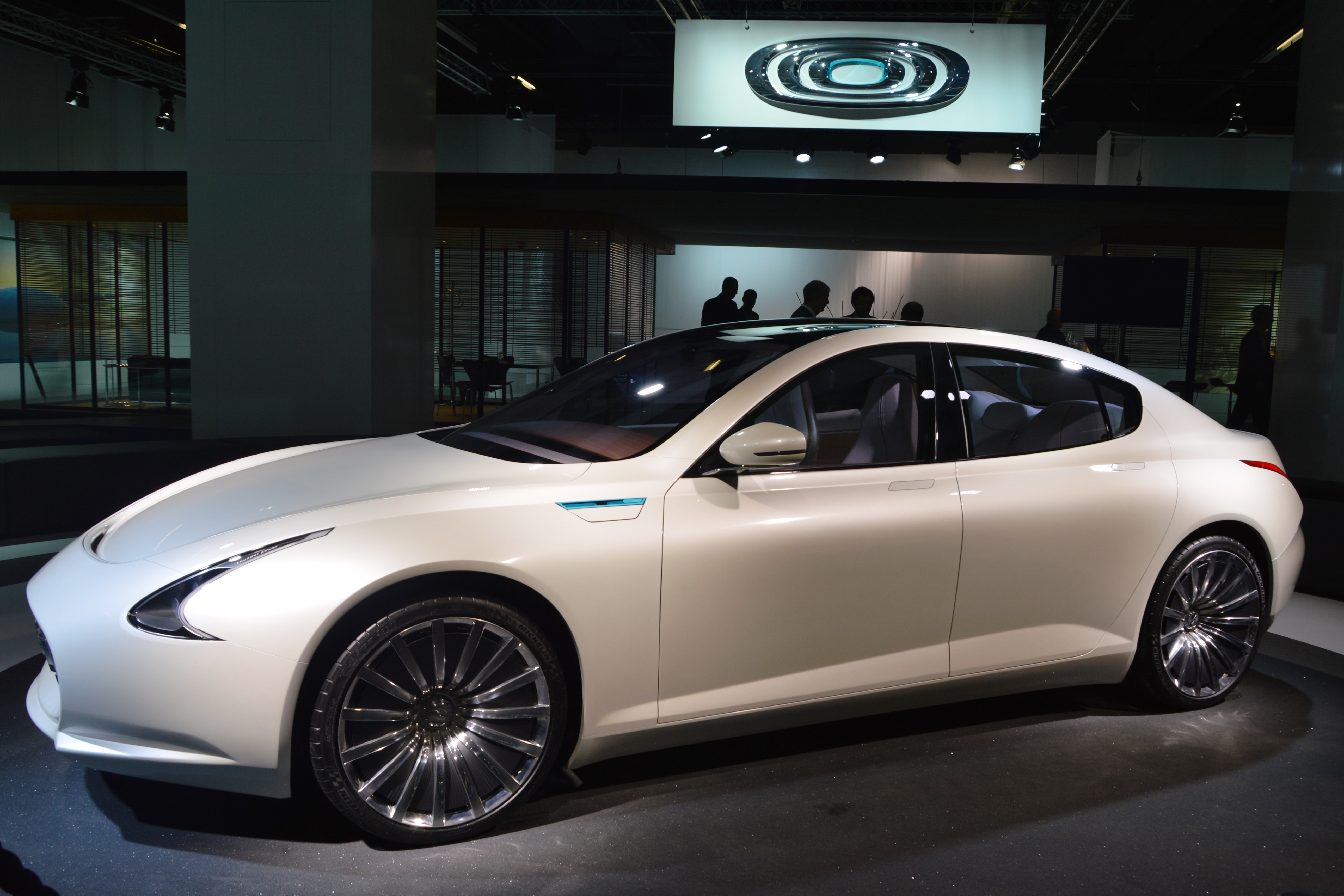
Thunder Power Sedan del 2015